# Волноваха
Волнова́ха (раніше — Вовноваха) — місто в Україні, адміністративний центр Волноваської міської громади і Волноваського району Донецької області.
Волноваха розташована на півдні Донецької області, місто є залізничним вузлом на лінії Маріуполь — Донецьк та Маріуполь — Запоріжжя. Через місто проходить автошлях Н20 (Слов'янськ — Маріуполь). Відстань до обласного центру залізницею — 58 км, асфальтованою дорогою — 54 км.
6 березня 2022 року Указом Президента України з метою відзначення подвигу, масового героїзму та стійкості громадян, виявлених у захисті своїх міст під час відсічі збройної агресії Російської Федерації проти України місту надано почесну відзнаку «Місто-герой України».

## Географія

### Загальна характеристика
Місто займає територію 20 км², з них 59 % під забудовою. На одного жителя припадає 448 м² зелених насаджень. Поблизу розташована одна з найвищих точок Приазовської височини — Могила-Гончариха (278 м над рівнем моря). У місті працює метеостанція.
На північний захід від міста простягнувся Великоанадольський лісовий масив, закладений у 40-х роках XIX в. російським ученим-лісоводом В. Е. Граффом. Це перше лісонасадження в українському степу. Сьогодні Великоанадольський ліс є еталоном степового лісорозведення. Його площа становить 2500 га. Тут виростають десятки порід дерев і чагарників. Значна колекція екзотичних видів із різних країн світу зібрана в дендрологічному парку лісництва.

### Клімат
Місто знаходиться у зоні помірного клімату. Найтепліший місяць — липень з середньою температурою 21.7 °C (71 °F). Найхолодніший місяць — січень, з середньою температурою (-6 °С (20 °F).
| Клімат Волновахи        | Клімат Волновахи | Клімат Волновахи | Клімат Волновахи | Клімат Волновахи | Клімат Волновахи | Клімат Волновахи | Клімат Волновахи | Клімат Волновахи | Клімат Волновахи | Клімат Волновахи | Клімат Волновахи | Клімат Волновахи | Клімат Волновахи |
| Показник                | Січ.             | Лют.             | Бер.             | Квіт.            | Трав.            | Черв.            | Лип.             | Серп.            | Вер.             | Жовт.            | Лист.            | Груд.            | Рік              |
| Абсолютний максимум, °C | 10               | 19               | 20               | 32               | 33               | 35               | 37               | 41               | 36               | 33               | 18               | 14               | 41               |
| Середній максимум, °C   | −1               | −1               | 3                | 18               | 21               | 23               | 25               | 25               | 19               | 12               | 5                | 1                | 12               |
| Середня температура, °C | −6               | −2               | 1                | 9                | 15               | 20               | 21               | 21               | 16               | 9                | 3                | −2               | 9                |
| Середній мінімум, °C    | −10              | −5               | −1               | 6                | 12               | 16               | 17               | 16               | 12               | 6                | 1                | −5               | 6                |
| Абсолютний мінімум, °C  | −32              | −30              | −18              | −7               | 0                | 7                | 11               | 6                | −1               | −7               | −11              | −17              | −32              |
| Днів з дощем            | 8                | 6                | 8                | 10               | 10               | 9                | 7                | 5                | 7                | 6                | 10               | 11               | 97               |
| Днів зі снігом          | 13               | 9                | 7                | 1                | 0                | 0                | 0                | 0                | 0                | 1                | 3                | 7                | 35               |
| ----------------------- | ---------------- | ---------------- | ---------------- | ---------------- | ---------------- | ---------------- | ---------------- | ---------------- | ---------------- | ---------------- | ---------------- | ---------------- | ---------------- |
| Джерело: Weatherbase    |                  |                  |                  |                  |                  |                  |                  |                  |                  |                  |                  |                  |                  |

## Історія

### Заснування та розвиток
Поселення засноване як залізнична станція в 1881 р. під час будівництва Єкатерининської залізниці. На початку ХХ ст. у Волновасі було 45 дворів, мешкало близько 250 чоловік. До 1915 р. нараховувалося 108 дворів і 634 жителів. Були крамниця, базар, приватна пекарня, школа.
У 1895 р. на станції побудували вокзал, у 1896 р. — паровозне депо, в 1900 р. між Юзівкою і Маріуполем через Волноваху прокладена друга колія. У 1905 р. станція стала вузловою. У 1908 р. у Волноваху з Дебальцевого була переведена школа артільних старост — перша в Росії школа з підготовки майстрів (артільних старост) для будівництва залізниць.

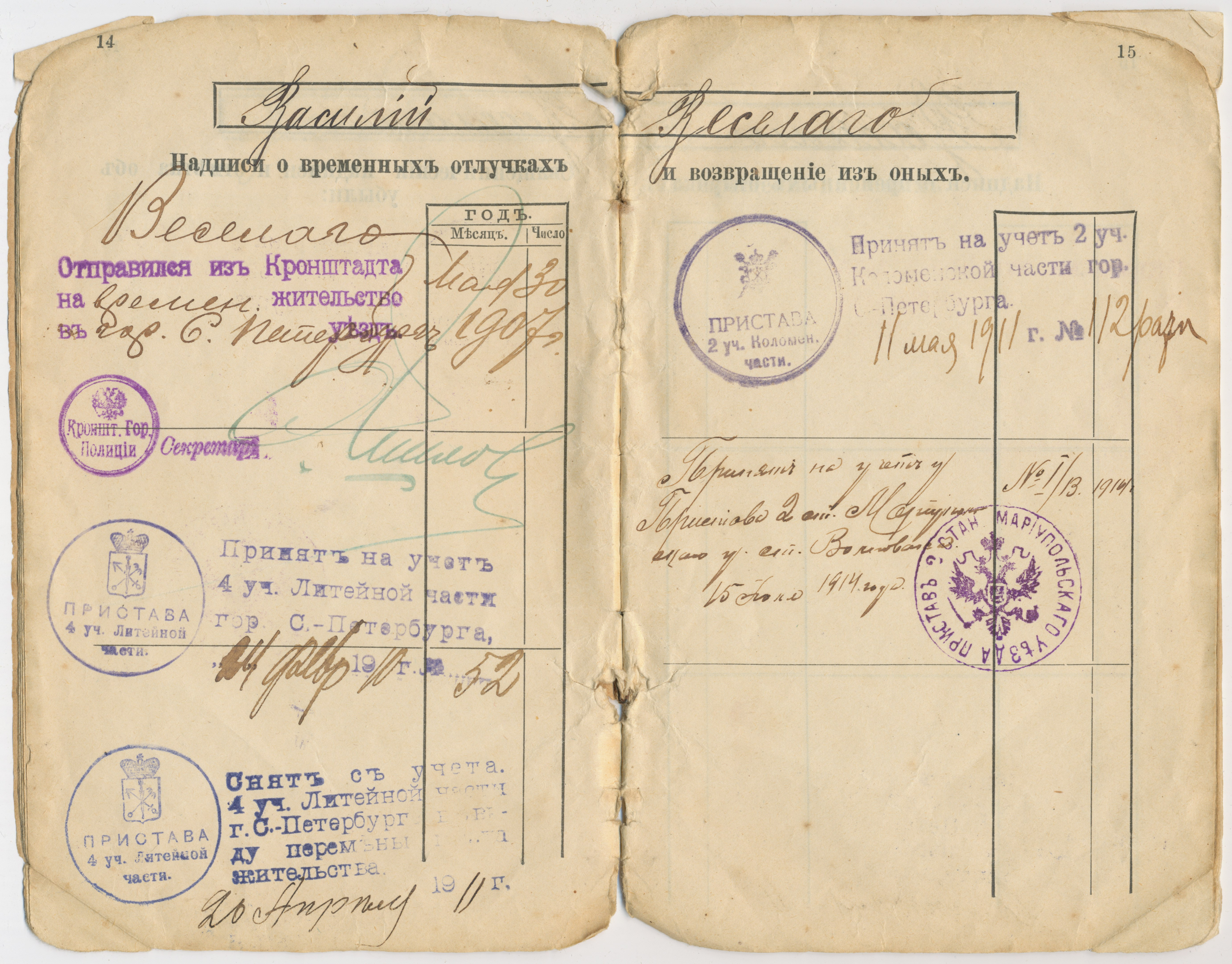
Ополченський квиток № 6307 (1901 р.) Василя Веселаго, у якому зазначено про прийняття його на облік у Волновасі

У 1914—1916 роках у Волновасі становим приставом 2-го стану Маріупольського повіту в чині губернського секретаря служив Василь Сергійович Веселаго. Василь Веселаго закінчив фельдшерську школу в Кронштадті, служив на флоті в Севастополі. Емігрував в 1919 році. Як лікар брав участь у французькому Русі Опору.

### Українська революція
З початком Української революції за Волноваху конкурувала низка політичних сил. З проголошенням Української Народної Республіки стала її частиною. Пізніше, в часи Першої радянсько-української війни контроль над населеним пунктом переходить до союзних з більшовиками загонів анархіста Нестора Махна, Вільної території. У жовтні 1919 року на підступах до Волновахи йшли запеклі бої між частинами Збройних сил Півдня Росії і махновцями, в ході яких контроль над містом на деякий час перейшов до ЗСПР. Однак через кілька місяців сили ЗСПР відступили, і Волноваха знову повернулася до махновців, фактично ставши прикордонною базою аж до захоплення міста РСЧА в 1920 році, коли воно остаточно опинилося під радянською окупацією.

### Радянський період
Розвитку залізничного вузла і селища сприяла індустріалізація країни. У роки перших п'ятирічок побудовані хлібозавод, завод безалкогольних напоїв, харчокомбінат, друкарня.
Статус міста Волноваха отримала в 1938 р. Населення її в 1939 р. склало 15,3 тис. чол. Тут працювали дві середні і семирічна школи, дві лікарні, поліклініка, дитячий сад, стадіон, фабрика-кухня, палац культури, три бібліотеки, близько 20 магазинів. У структуру міста входили два колгоспи і радгосп.
Протягом Другої світової війни радянські війська відступили з міста 11 жовтня 1941 року. Волноваха опинилася під німецькою окупацією.
У повоєнні роки місто стало значним центром харчової промисловості і будівельної індустрії.  1949 року повністю було завершено відновлення міського комунального господарства. Протяжність водопроводу збільшилася вдвічі проти довоєнним періодом. У Волновасі з'явився новий Будинок культури.
У 1950-ті роки прискореними темпами розвивалися харчова промисловість та будівельна індустрія. Докорінно було реконструйовано молочний завод, він почав переробляти молока втричі більше. Значно розширилися потужності та харчосмакової фабрики: були побудовані нові цехи газованих та фруктових вод, консервування, кондитерський та інші. В результаті річний обсяг продукції, що випускається, збільшився вдвічі. Зміцнювалася економіка колгоспів та радгоспів району. Ряд спеціалізованих організацій міста широко розгорнули будівництво на селі. Тільки Волноваський «Міжколгоспбуд» щороку став здавати в експлуатацію будівлі та споруди вартістю до мільйонів рублів. Створюються механізовані столярні та деревообробні цехи, завод збірного залізобетону. У 1957 році в районі організується Волноваське об'єднання «Сільгосптехніка» із сучасними майстернями, складами для зберігання добрив та хімікатів, великим парком автомашин. В 1958 вступили в дію нові цехи комбінату хлібопродуктів.

### Незалежна Україна

#### Кінець XX — початок XXI століття
У травні 2015 року у місті зареєстрована громада Української Православної Церкви Київського Патріархату.
У жовтні 2015 року, під час проведення в Україні декомунізації, знесено пам'ятник Володимиру Леніну.
В травні 2018 року освячено храм Святого Миколая Чудотворця Київського патріархату, побудований на честь 18-х загиблих бійців 51-ї окремої механізованої бригади.
17 червня 2018 року у Волновасі відкрили та освятили новий храм УГКЦ Благовіщення Пречистої Діви Марії.
У 2020 році, під час проведення адміністративної реформи, місто стало центром новоутворених Волноваського району та Волоноваської об'єднаної територіальної громади. Крім того, населений пункт потерпає від пандемії COVID-19.

#### Російсько-українська війна
Вночі з 21 на 22 травня 2014 року, ближче о 06:00 години ранку між Великоанадолем (Ольгинка) і Володимирівкою поблизу міста Волноваха стались бойові зіткнення бойовиків так званої «ДНР» з українськими військовими 51-ї механізованої бригади. За словами очевидців, бойовики приїхали на інкасаторських авто «Приватбанку», стріляли з гранатометів і ПЗРК, кулеметів. Солдатів було чоловік 30, 3 БТР або БМП. Під час обстрілу один із зарядів влучив у бойову машину, яка перебувала на блокпосту, що спричинило вибух боєкомплекту. Внаслідок бою 16 військових загинуло, 18 поранено. Загалом до місцевої лікарні було доправлено з вогнепальними пораненнями 31 людину. Відповідальність за напад на українських військових взяв на себе підполковник ГРУ ГШ Збройних Сил Російської Федерації Ігор Безлер. За його словами, серед нападників є один загиблий. Цей напад бойовиків став найкривавішим за кількістю жертв від початку антитерористичної операції на сході України, кількість загиблих була більшою, аніж у боях 13 травня на околицях села Маячка Слов'янського району. За словами в.о. президента України Олександра Турчинова, під час протистояння між терористами та військовими загинули 13 українських бійців. За даними департаменту охорони здоров'я Донецької облдержадміністрації загальна кількість загиблих станом на 22 травня становила 16 осіб. 7 липня 2014 року, після двох місяців під контролем проросійських терористів з «ДНР», над міською адміністрацією знову замайорів український прапор. Уранці 21 серпня 2014 р. зазнав смертельного поранення лейтенант 1129-го полку Андрій Єременко під час артилерійського обстрілу терористами позицій зенітно-ракетної батареї, захищаючи особовий склад підрозділу та старшого за званням офіцера. 29 серпня на блокпосту під Волновахою загинув лейтенант 72-ї бригади Олександр Устименко. 2 вересня з'явилася інформація, що українські добровольчі батальйони відходять з міста після значного збільшення регулярних російських військ в зоні конфлікту, щоб укріпитися на березі річки Кальміус. 7 вересня підрозділ 72-ї бригади під керунком старшого лейтенанта Олександр Білаша після попередньої розвідки здійснив обстріл позицій терористів з реактивної артилерійської установки БМ-21 «Град». Внаслідок цих дій було знищено 5 одиниць важкої техніки та живу силу противника біля міста Волноваха. На початку жовтня-2014 до Волновахи стягуються російські підрозділи, йдуть перестрілки, зранку 7 жовтня знову почалися бої українських військових з терористами. 10 жовтня під Волновахою зазнав множинних поранень солдат Держприкордонслужби Рустам Росул. У день виборів до Верховної Ради 26 жовтня 2014 року в місті неподалік від місця ОВК № 60 почалися бойові дії, члени окружної комісії тимчасово призупинили роботу.
21 листопада терористи намагалися підірвати блокпост української армії автомобілем з вибухівкою. Черговий на блокпосту намагався зупинити автівку попереджувальними пострілами, водій не відреагував і на швидкості врізався в бетонне укріплення. Водію вдалося утекти, в автомобілі виявлено вибуховий пристрій, сапери вибухівку знешкодили. Під час контрбатарейних перестрілок та ударів української артилерії по позиціях російсько-терористичних військ в районі Волноваха — Новотроїцьке — Докучаєвськ 5 грудня, передові підрозділи противника в напрямі Волновахи зазнали суттєвих втрат. Кілька блок-постів та укріплених позицій терористів знищені; трупи й поранені терористи вивозять в район Оленівки, на деяких знищених позиціях противник не проводить вивіз тіл убитих бойовиків. 29 грудня на блокпосту під Волновахою загинув солдат Львівського прикордонного загону Салівончик Володимир Володимирович. Загинув у бою 30 грудня 2014 р. під Волновахою старшина 156-го артилерійського полку Валентин Драчук. 12 квітня 2015-го в місці дислокації військової частини неподалік Волновахи підірвався на гранаті солдат 1-ї танкової бригади Анатолій Дубчак — ішов перевірити перебитий електрокабель. Це сталося за 7 метрів від намету з 13 військовослужбовцями.
13 січня 2015 року внаслідок теракту бойовиків «ДНР» загинуло 12 мирних жителів, ще 16 поранено. Розслідування Служби безпеки України встановило виконавців обстрілу — незаконне збройне формування «Оплот» під командуванням полковника РФ Анатолія Сінєльнікова, і безпосереднього керівника обстрілу — командира незаконного збройного формування «Ангели аду» Шпакова Ю. М., громадянина України. 4 червня 2021 року, відповідно до рішення Куйбишевського районного суду Запорізької області, Шпакова заочно засуджено до довічного позбавлення волі з конфіскацією майна.
Під час російського вторгнення 2022 року Волноваха опинилася на лінії фронту. 27 лютого окупаційні війська захопили Волноваху, але незабаром були вибиті з міста українською армією. Протягом двох діб російська армія наступала на місто, його обстрілювали з РСЗВ і артилерії, через що загинуло щонайменше 20 мирних жителів і пошкоджено житлові будинки. 3 березня російський винищувач-бомбардувальник Су-34 був збитий біля Волновахи близько 11 години. Пілоти цього літака здійснювали бомбардування цивільного населення та інфраструктури міста. Літак цього ж типу було збито наступного дня. З 11 березня 2022 року місто окуповано російськими військами. Внаслідок бойових дій місто було майже повністю знищене, а місцеві жителі — евакуйовані.
Загинули у боях за місто
- Вергун Олександр Ігорович (1995—2022) — старший сержант Збройних Сил України, учасник російсько-української війни, що загинув 26 лютого 2022 року в ході російського вторгнення в Україну.

## Населення

### Національний склад
Національний склад населення за даними перепису 2001 року:
| Національність  | Відсоток |
| --------------- | -------- |
| українці        | 75,06%   |
| росіяни         | 19,98%   |
| греки           | 2,52%    |
| білоруси        | 0,55%    |
| вірмени         | 0,46%    |
| татари          | 0,17%    |
| азербайджанці   | 0,13%    |
| грузини         | 0,12%    |
| інші/не вказали | 1,01%    |

### Мовний склад
Рідна мова населення за даними перепису 2001 року:
| Мова            | Чисельність, осіб | Відсоток |
| --------------- | ----------------- | -------- |
| Російська       | 13 721            | 56,30%   |
| Українська      | 10 346            | 42,44%   |
| Грецька         | 93                | 0,38%    |
| Вірменська      | 78                | 0,32%    |
| Білоруська      | 26                | 0,11%    |
| Болгарська      | 3                 | 0,01%    |
| Циганська       | 2                 | 0,01%    |
| Німецька        | 2                 | 0,01%    |
| Інші/Не вказали | 102               | 0,42%    |
| Разом           | 24 373            | 100%     |

За даними перепису 2001 року населення міста становило 24373 особи, із них 42,45 % зазначили рідною мову українську, 56,3 % — російську, 0,38 % — грецьку, 0,32 % — вірменську, 0,11 % — білоруську, 0,01 % — болгарську, циганську та німецьку, а також молдовську, польську та словацьку мови.

## Економіка
Населення на 5 грудня 2001 р. склало 24,6 тис. чол., на початок 2004 р. — 24,3 тис. чол., на початок 2011 р. — 23,4 тис. мешканців.
Половина зайнятих у народному господарстві працюють на підприємствах залізничного транспорту. Основні промислові підприємства: заводи будівельних матеріалів, асфальтобетонні, молочний, хлібний, комбінат хлібопродуктів.

## Транспорт
Місто є залізничним вузлом на лінії Маріуполь — Донецьк та Волноваха — Комиш-Зоря. Через місто проходить автошлях Н20 (Слов'янськ—Маріуполь) та Т 0512 (Волноваха — Бойківське).

## Соціальна сфера
У місті діють 7 загальноосвітніх шкіл, станція юних техніків, школа мистецтв, палац дитячої і юнацької творчості, 2 лікарні, професійно-технічне училище, краєзнавчий музей.

## Пам'ятники
- Пам'ятник воїнам-афганцям. Відкритий 19 вересня 2012 р. [26]
- Пам'ятник В. І. Леніну (вул. Центральна, центральний парк) було демонтовано 31 жовтня 2015 р. [27]
- Пам'ятник загиблим у Другій світовій війні
- Пам'ятник загиблим танкістам
- Пам'ятник «130 років залізниці»
- Пам'ятник «Козак» (колишній пам'ятник В. І. Чапаєву) [28]. демонтований[36]

## Художній образ міста
Волновасі присвятив свою поетичну збірку сучасний поет, підполковник ЗСУ, викладач у Національній академії сухопутних військ ім. П.Сагайдачного, лавреат Львівської обласної премії в галузі культури ім. М.Шашкевича Володимир Тимчук, який, перебуваючи у жовтні — грудні 2019 року у відрядженні до 128 ОГШБр., у Волноваському краю написав і видав поетичну збірку «Зі сходом сонця» (Львів, 2020).

## Відомі люди

### Народилися
- Бєлоусов Валентин Олексійович (1919—1976) — український радянський письменник.
- Болбат Сергій Сергійович — футболіст збірної України
- Лубінець Дмитро Валерійович — політик, правознавець, народний депутат України 8-го скликання
- Команов Володимир Геннадійович — головний конструктор ракетно-космічного напрямку (1986—1996), заступник Генерального конструктора КБ «Південне» у програмі «Морський старт» (1996—2003).
- Пазич Ігор Іванович (1967—2022) — капітан Збройних сил України, учасник російсько-української війни.
- Стрекозов Сергій Микитович — український геолог, інженер-геохімік, один з провідних фахівців України в галузі рідкісних та рідкісноземельних металів.

### Загинули в 2022
- Ханін Андрій Павлович (1988—2022) — сержант Збройних Сил України, учасник російсько-української війни, Герой України (посмертно).

## Галерея

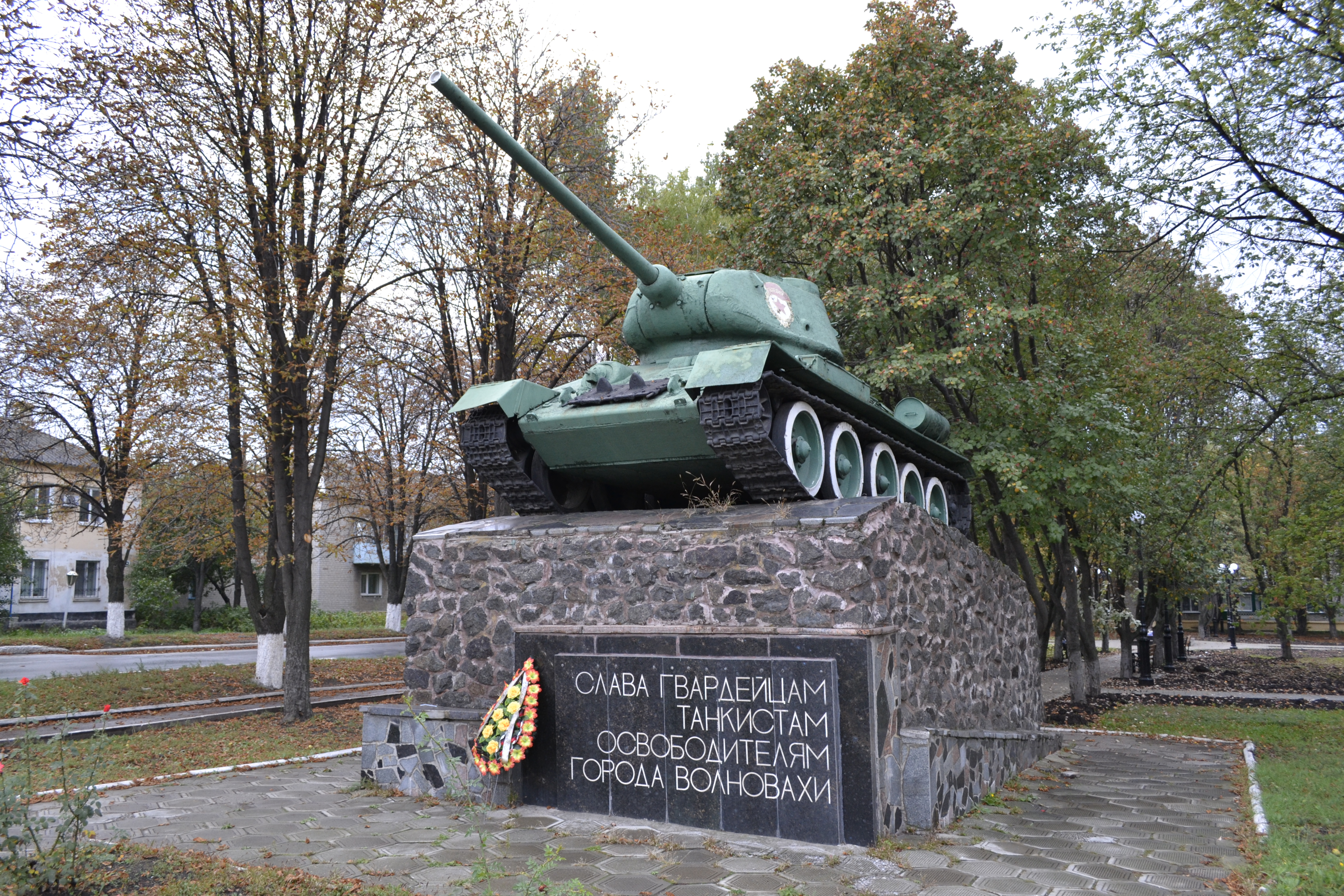
Почесний знак на честь танкістів-визволителів
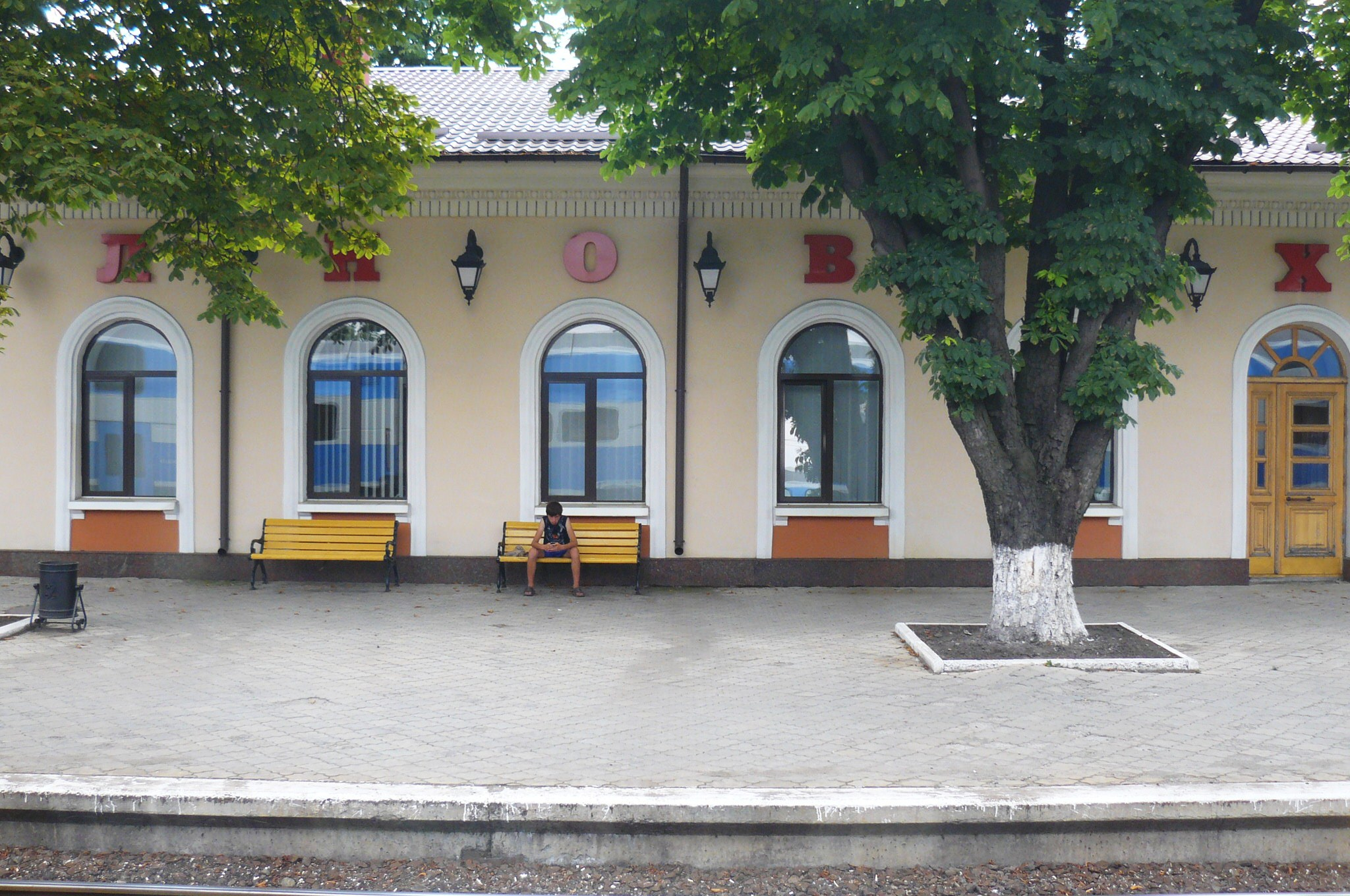
Станція Волноваха
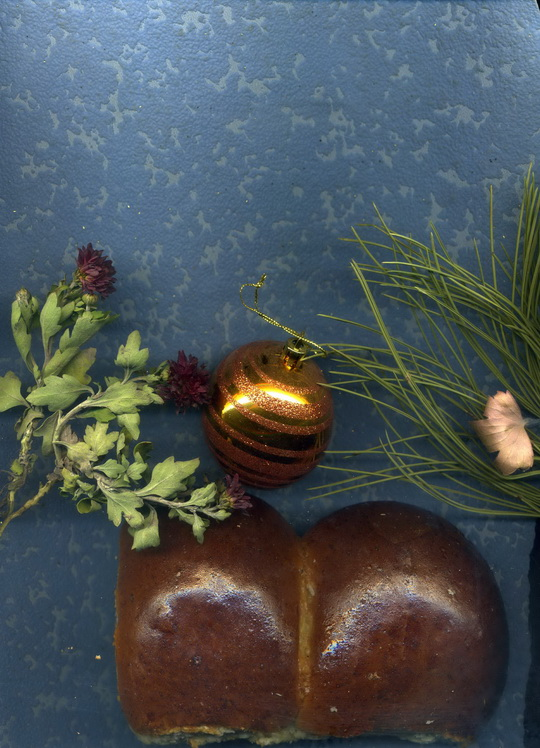
Здоба, Волноваха, грудень 2015 р.
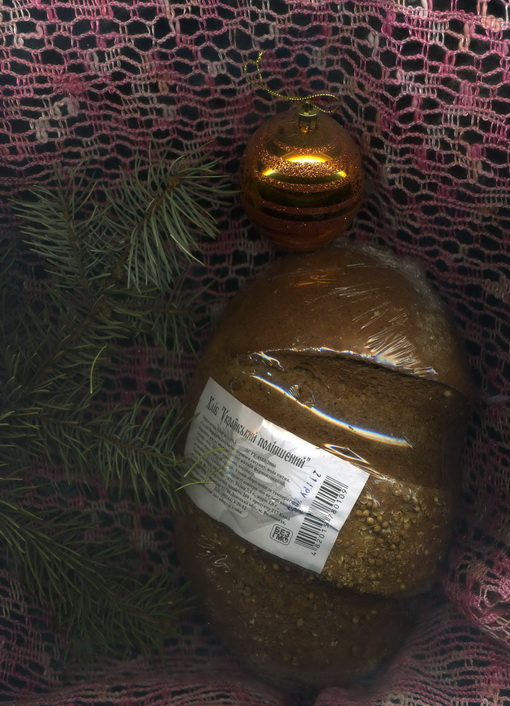
Хліб Український поліпшений, Волноваха грудень 2015 р.

## Цікаві факти
- Під час святкування 135-річчя міста у 2016 р. 3672 мешканці міста з 2227 українських рушників створили ланцюг єднання — «Донбас — це Україна» довжиною 4507 метрів. Рушники ж для цього етнопатріотичного рекорду України привезли з різних районів країни. Більшість учасників «живого» ланцюга одягнули вишиванки[39].

## Місто-побратим
- Луцьк, Україна (2015)

## Засоби масової інформації
Друковане видання — газета «Наше слово», засноване 7 січня 1932 року.
Волноваха.City  — міське інтернет-видання, запущене у липні 2018 року колективом Волноваха.City та Агенцією розвитку локальних медіа «Або». З початком російсько-української війни редакція релокувалася і продовжує щоденне оновлення сайту. Лишається єдиним українським медіа у тимчасово окупованому місті.